# Braakmankreek
De Braakmankreek is een open water met een oppervlakte van 1522 ha, dat bij de inpoldering van de Braakman, in 1952, ingedijkt werd.
De kreek dient niet alleen ter afwatering van de omgeving van Boekhoute, maar eveneens voor de recreatie. Er ligt een schiereiland met bungalows, een jachthaven en dergelijke, en er wordt gezeild, geroeid, gezwommen en gehengeld.
Daarnaast is de kreek ook van belang als rustplaats voor watervogels.